# Laichgraben (Köllnitzer Fließ)
Der Laichgraben ist ein Meliorationsgraben und orographisch rechter Zufluss des Köllnitzer Fließes auf der Gemarkung der Stadt Storkow (Mark) sowie der Gemeinde Heidesee im Landkreis Dahme-Spreewald in Brandenburg.

## Verlauf
Der Kanal beginnt am nördlichen Ufer des Ziestsees, eines Gewässers in der Klein-Eichholzer Heide auf der Gemarkung der Gemeinde Heidesee, und verläuft dort auf einer Länge von rund 300 m in nordnordöstlicher Richtung. Ein Abzweig fließt auf einer Länge von rund 1,1 km in nordwestlicher Richtung. Anschließend führt von Südwesten kommend ein unbenannter Zufluss zu. Dieser Abzweig entwässert nach rund 600 m am Wohnplatz Kolberger Ablage in die Dahme. Der zweite Strang führt auf einer Länge von rund 2,7 km in nordöstlicher Richtung und erreicht bei Görsdorf bei Storkow das Stadtgebiet von Storkow (Mark). Er tritt am südwestlichen Ufer in den Kutzingsee ein und an seinem nordnordöstlichen Ufer wieder aus. Anschließend entwässert er in das Köllnitzer Fließ, das wiederum in die Dahme entwässert.